# Gran Premio de Surfers Paradise

Mapa del circuito de Surfers Paradise.

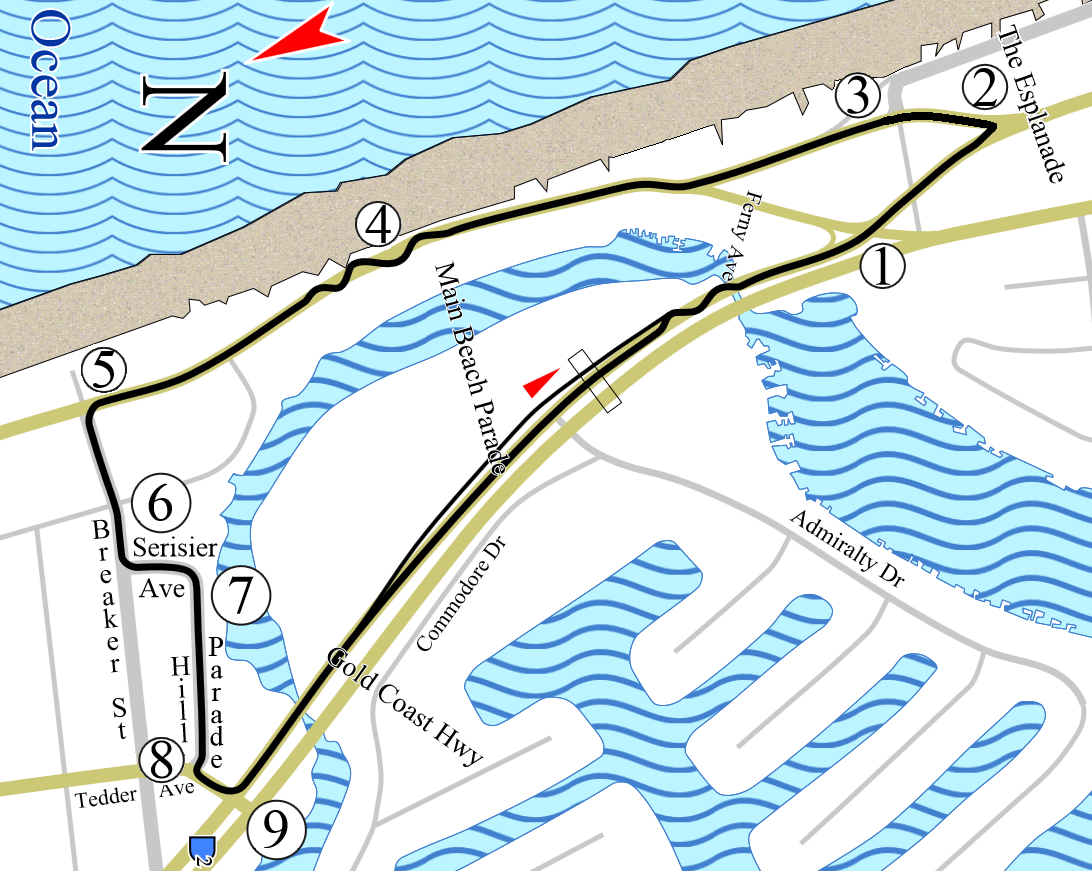
Mapa del circuito de Surfers Paaradise reducido desde 2010 en la actualidad.

El Gran Premio de Surfers Paradise es una carrera de automovilismo de velocidad que se corre en un Circuito urbano de carreras en Surfers Paradise, Costa Dorada, estado de Queensland, Australia desde el año 1991. El circuito posee una mezcla de rectas largas, chicanas y curvas cerradas; hasta 2009 tenía 4.495 metros de extensión y en 2010 se recortó a 2.960 metros. Hasta la edición 1996, el Gran Premio de Surfers Paradise se celebraba a fines de marzo. La carrera de 1997 se disputó en abril, y desde 1998 hasta la fecha se corre a fines de octubre.
La carrera de monoplazas de la Champ Car (nombre oficial en inglés: Gold Coast Indy 300) fue la primera incursión de esa categoría fuera de América del Norte. Luego de la absorción de la Champ Car por parte de la Indy Racing League, el Gran Premio de Surfers Paradise de 2008 fue una fecha no puntuable de la IndyCar Series.
Desde el año 2002, Surfers Paradise es fecha puntuable del campeonato de V8 Supercars (nombre oficial: V8 Supercar Challenge). Dicha categoría ya había disputado allí carreras fuera de campeonato en 1994 y entre 1996 y 2001.
El A1 Grand Prix firmó un contrato para correr junto con los V8 Supercars el mismo fin de semana a partir de 2009. la nueva competición tomó la denominación Gold Coast SuperGP, combinando "Supercars" y "Grand Prix". Sin embargo, la categoría de monoplazas fue quitada de la carrera una semana antes de su disputa. En su sustitución, se realizaron carreras con turismos históricos del automovilismo australiano.
Desde 2010, la carrera de V8 Supercars se denomina 600 km de Gold Coast. Se compone de dos mangas de 300 km cada una, y cada piloto titular debe tener a un compañero de butaca, como ocurre en los 1000 km de Bathurst y los 500 km de Sandown. Entre 2010 y 2012 se exigió que el invitado fuera un piloto destacado a nivel internacional. Por ello, el evento convocó a destacados pilotos de la IndyCar, gran turismos, sport prototipos y turismos.

## Ganadores

### CART e IndyCar (Gold Coast Indy 300)
| Año   | Piloto             | Automóvil              | Equipo          |
| ----- | ------------------ | ---------------------- | --------------- |
| 1991  | John Andretti      | Lola Chevrolet-Ilmor   | Hall/VDS        |
| 1992  | Emerson Fittipaldi | Penske Chevrolet-Ilmor | Penske          |
| 1993  | Nigel Mansell      | Lola Ford-Cosworth     | Newman/Haas     |
| 1994  | Michael Andretti   | Reynard Ford-Cosworth  | Ganassi         |
| 1995  | Paul Tracy         | Lola Ford-Cosworth     | Newman/Haas     |
| 1996  | Jimmy Vasser       | Reynard Honda          | Ganassi         |
| 1997  | Scott Pruett       | Reynard Ford-Cosworth  | Patrick         |
| 1998  | Alex Zanardi       | Reynard Honda          | Ganassi         |
| 1999  | Dario Franchitti   | Reynard Honda          | Green           |
| 2000  | Adrián Fernández   | Reynard Ford-Cosworth  | Patrick         |
| 2001  | Cristiano da Matta | Lola Toyota            | Newman/Haas     |
| 2002  | Mario Domínguez    | Lola Ford-Cosworth     | Herdez          |
| 2003  | Ryan Hunter-Reay   | Reynard Ford-Cosworth  | American Spirit |
| 2004  | Bruno Junqueira    | Lola Ford-Cosworth     | Newman/Haas     |
| 2005  | Sébastien Bourdais | Lola Ford-Cosworth     | Newman/Haas     |
| 2006  | Nelson Philippe    | Lola Ford-Cosworth     | HVM             |
| 2007  | Sébastien Bourdais | Panoz Cosworth         | Newman/Haas     |
| 2008* | Ryan Briscoe       | Dallara Honda          | Penske          |

- *: Carrera fuera del campeonato, no puntuable.

### Supercars Championship
| Año                   | Piloto                | Piloto                | Automóvil             | Equipo                |
| V8 Supercar Challenge | V8 Supercar Challenge | V8 Supercar Challenge | V8 Supercar Challenge | V8 Supercar Challenge |
| --------------------- | --------------------- | --------------------- | --------------------- | --------------------- |
| 1994                  | John Bowe             | John Bowe             | Ford Falcon EB        | Dick Johnson          |
| 1996                  | John Bowe             | John Bowe             | Ford Falcon EF        | Dick Johnson          |
| 1997                  | Russell Ingall        | Russell Ingall        | Holden Commodore VS   | Perkins               |
| 1998                  | Mark Larkham          | Mark Larkham          | Ford Falcon EL        | Stone Brothers        |
| 1999                  | Paul Radisich         | Paul Radisich         | Ford Falcon EL        | Dick Johnson          |
| 2000                  | Paul Radisich         | Paul Radisich         | Ford Falcon AU        | Dick Johnson          |
| 2001                  | Garth Tander          | Garth Tander          | Holden Commodore VX   | Garry Rogers          |
| 2002                  | Jason Bargwanna       | Jason Bargwanna       | Holden Commodore VX   | Garry Rogers          |
| 2003                  | Russell Ingall        | Russell Ingall        | Ford Falcon BA        | Stone Brothers        |
| 2004                  | Greg Murphy           | Greg Murphy           | Holden Commodore VY   | K-Mart                |
| 2005                  | Craig Lowndes         | Craig Lowndes         | Ford Falcon BA        | Triple Eight          |
| 2006                  | Todd Kelly            | Todd Kelly            | Holden Commodore VZ   | Holden                |
| 2007                  | Garth Tander          | Garth Tander          | Holden Commodore VE   | HSV Dealer            |
| 2008                  | Jamie Whincup         | Jamie Whincup         | Ford Falcon BF        | Triple Eight          |
| 2009                  | Garth Tander          | Garth Tander          | Holden Commodore VE   | Holden                |
| 2009                  | Mark Winterbottom     | Mark Winterbottom     | Ford Falcon FG        | Ford Performance      |
| Gold Coast 500        |                       |                       |                       |                       |
| 2010                  | Garth Tander          | Cameron McConville    | Holden Commodore VE   | Holden                |
| 2010                  | Jamie Whincup         | Steve Owen            | Holden Commodore VE   | Triple Eight          |
| 2011                  | Jamie Whincup         | Sébastien Bourdais    | Holden Commodore VE   | Triple Eight          |
| 2011                  | Mark Winterbottom     | Richard Lyons         | Ford Falcon FG        | Ford Performance      |
| 2012                  | Jamie Whincup         | Sébastien Bourdais    | Holden Commodore VE   | Triple Eight          |
| 2012                  | Will Davison          | Mika Salo             | Ford Falcon FG        | Ford Performance      |
| 2013                  | Craig Lowndes         | Warren Luff           | Holden Commodore VF   | Triple Eight          |
| 2013                  | David Reynolds        | Dean Canto            | Ford Falcon FG        | Rod Nash              |
| 2014                  | Shane van Gisbergen   | Jonathon Webb         | Holden Commodore VF   | Tekno                 |
| 2014                  | Jamie Whincup         | Paul Dumbrell         | Holden Commodore VF   | Triple Eight          |